# 제72회 골든 글로브상
제72회 골든 글로브상은 2014년 상영된 영화 중 가장 뛰어난 영화를 수상하기 위해 2015년 1월에 열린 시상식이다.

## 수상 및 후보

### 세실 B. 데밀 상
- 조지 클루니 수상

### 작품상-드라마
- 보이후드 - 리처드 링클레이터 수상
- 폭스캐처 - 베넷 밀러
- 이미테이션 게임 - 모튼 틸덤
- 셀마 - 에바 두버네이
- 사랑에 대한 모든 것 - 제임스 마시

### 여우주연상-드라마
- 스틸 앨리스 - 줄리안 무어 수상
- 나를 찾아줘 - 로자먼드 파이크
- 와일드 - 리즈 위더스푼
- 사랑에 대한 모든 것 - 펠리시티 존스
- 케이크 - 제니퍼 애니스톤

### 남우주연상-드라마
- 사랑에 대한 모든 것 - 에디 레드메인 수상
- 폭스캐처 - 스티브 카렐
- 이미테이션 게임 - 베네딕트 컴버배치
- 셀마 - 데이빗 오예로워
- 나이트크롤러 - 제이크 질렌할

### 작품상-뮤지컬코미디
- 그랜드 부다페스트 호텔 - 웨스 앤더슨 수상
- 숲속으로 - 롭 마샬
- 버드맨 - 알레한드로 곤잘레스 이냐리투
- 세인트 빈센트 - 데오도르 멜피
- 프라이드 - 매튜 워처스

### 여우주연상-뮤지컬코미디
- 빅 아이즈 - 에이미 아담스 수상
- 맵 투 더 스타 - 줄리안 무어
- 숲속으로 - 에밀리 블런트
- 로맨틱 레시피 - 헬렌 미렌
- 애니 - 쿠벤자네 왈리스

### 남우주연상-뮤지컬코미디
- 버드맨 - 마이클 키튼 수상
- 세인트 빈센트 - 빌 머레이
- 그랜드 부다페스트 호텔 - 랄프 파인즈
- 빅 아이즈 - 크리스토프 왈츠
- 인히어런트 바이스 - 호아킨 피닉스

### 여우조연상
- 보이후드 - 패트리샤 아퀘트 수상
- 가장 폭력적인 한해 - 제시카 차스테인
- 이미테이션 게임 - 키이라 나이틀리
- 숲속으로 - 메릴 스트립
- 버드맨 - 엠마 스톤

### 남우조연상
- 위플래쉬 - J.K. 시몬스 수상
- 보이후드 - 에단 호크
- 더 저지 - 로버트 듀발
- 버드맨 - 에드워드 노튼
- 폭스캐처 - 마크 러팔로

### 장편애니메이션상
- 드래곤 길들이기 2 - 딘 데블로이스 수상
- 레고 무비 - 필 로드 외 1명
- 빅 히어로 - 돈 홀 외 1명
- 더 북 오브 라이프 - 조지 R. 구티에레즈
- 박스트롤 - 그레이엄 애나블 외 1명

### 외국어 영화상
- 리바이어던 - 안드레이 즈비아긴체프 수상
- 이다 - 파벨 포리코브스키
- 투리스트 - 루벤 외스트룬드
- 겟, 더 트라이얼 오브 비비안 암살렘 - 로니트 엘카베츠 외 1명
- 텐저린즈 - 자자 우루샤제

### 감독상
- 보이후드 - 리처드 링클레이터 수상
- 셀마 - 에바 두버네이
- 그랜드 부다페스트 호텔 - 웨스 앤더슨
- 버드맨 - 알레한드로 곤잘레스 이냐리투
- 나를 찾아줘 - 데이빗 핀처

### 각본상
- 버드맨 - 알레한드로 곤잘레스 이냐리투 외 3명 수상
- 그랜드 부다페스트 호텔 - 웨스 앤더슨
- 나를 찾아줘 - 길리언 플린
- 보이후드 - 리처드 링클레이터
- 이미테이션 게임 - 그레이엄 무어

### 음악상
- 사랑에 대한 모든 것 - 요한 요한슨 수상
- 이미테이션 게임 - 알렉상드르 데스플라
- 나를 찾아줘 - 트렌트 리즈너 외 1명
- 버드맨 - Antonio Sanchez
- 인터스텔라 - 한스 짐머

### 주제가상
- 셀마 - Glory 수상
- 빅 아이즈 - Big Eyes
- 노아 - Mercy Is
- 애니 - Opportunity
- 헝거게임:모킹제이 - Yellow Flicker Beat

### 작품상-TV 드라마
- 디 어페어 수상
- 다운튼 애비
- 왕좌의 게임
- 하우스 오브 카드
- 굿 와이프

### 여우주연상-TV 드라마
- 디 어페어 - 루스 윌슨 수상
- 하우 투 겟 어웨이 위드 머더 - 비올라 데이비스
- 홈랜드 - 클레어 데인즈
- 굿 와이프 - 줄리아나 마굴리스
- 하우스 오브 카드 - 로빈 라이트

### 남우주연상-TV 드라마
- 하우스 오브 카드 - 케빈 스페이시 수상
- 더 닉 - 클라이브 오웬
- 블랙리스트 - 제임스 스페이더
- 디 어페어 - 도미닉 웨스트
- 레이 도노반 - 리브 슈라이버

### 작품상-TV 뮤지컬,코미디
- Transparent 수상
- 오렌지 이즈 더 뉴 블랙
- 걸스
- 제인 더 버진
- 실리콘 밸리

### 여우주연상-TV 뮤지컬,코미디
- 제인 더 버진 - 지나 로드리게즈 수상
- VEEP - 줄리아 루이스 드레이퍼스
- 너스 재키 - 에디 팔코
- 걸스 - 레나 던햄
- 오렌지 이즈 더 뉴 블랙 - 테일러 쉴링

### 남우주연상-TV 뮤지컬,코미디
- Transparent - 제프리 탬버 수상
- 하우스 오브 라이즈 - 돈 치들
- 쉐임리스 - 윌리암 H. 머시
- Derek - 릭키 제바이스
- 루이 - 루이스 C.K.

### 작품상-TV 미니시리즈,영화
- 파고 수상
- Olive Kitteridge
- 더 미씽
- 트루 디텍티브
- 더 노멀 하트

### 여우주연상-TV 미니시리즈,영화
- 아너러블 우먼 - 매기 질렌할 수상
- 아메리칸 호러 스토리 - 제시카 랭
- Olive Kitteridge - 프란시스 맥도맨드
- 파고 - 앨리슨 톨먼
- 더 미씽 - 프란시스 오코너

### 남우주연상-TV 미니시리즈,영화
- 파고 - 빌리 밥 손튼 수상
- 파고 - 마틴 프리먼
- 트루 디텍티브 - 매튜 맥커너히
- 트루 디텍티브 - 우디 해럴슨
- 더 노멀 하트 - 마크 러팔로

### 여우조연상-TV
- 다운튼 애비 - 조앤 프로갯 수상
- 아메리칸 호러 스토리 - 케시 베이츠
- 오렌지 이즈 더 뉴 블랙 - 우조 압두바
- 트루 디텍티브 - 미셸 모나한
- 맘 - 앨리슨 제니

### 남우조연상-TV
- 더 노멀 하트 - 맷 보머 수상
- Olive Kitteridge - 빌 머레이
- 레이 도노반 - 존 보이트
- 굿 와이프 - 알란 커밍
- 파고 - 콜린 행크스